# Sân bay Osijek
Sân bay Osijek (IATA: OSI, ICAO: LDOS) là sân bay phục vụ Osijek, Croatia. Sân bay này nằm cách thành phố Osijek 20 km về phía đông-đông nam , gần tuyến đường Osijek - Vukovar. Nhà ga rộng 1300 m², có thể phục vụ 200-400 lượt khách mỗi giờ hay 100.000-150.000 lượt khách mỗi năm.

## Các hãng hàng không và tuyến bay
- Croatia Airlines (Dubrovnik, Split, Zagreb) [theo mùa]
- Germanwings (Cologne-Bonn)

.